# 陕西点地梅
陕西点地梅（学名：Androsace engleri）为报春花科点地梅属下的一个种。

## 扩展阅读
- 維基物種上的相關：陕西点地梅